# Întoarcerea lui Magellan
Întoarcerea lui Magellan este un film românesc din 1974, regizat de Cristiana Nicolae după un scenariu propriu inspirat de o idee a prozatorului Radu Cosașu. Rolurile principale sunt interpretate de actorii Vladimir Găitan, Mihaela Marinescu, Cornelia Gheorghiu, George Motoi și Radu Beligan.
Filmul relatează o poveste de dragoste dintre un ilegalist comunist și o fată misterioasă în anii celui de-al Doilea Război Mondial, întreruptă de intervenția brutală a autorităților. Fata (care își zicea Magellan) este omorâtă de agenții Siguranței în timp ce încerca să-și salveze iubitul.

## Rezumat
Acțiunea filmului se petrece în anii celui de-al Doilea Război Mondial. Tânărul ilegalist comunist Bucur (Vladimir Găitan) este folosit pe post de curier, el transmițând informații secrete între mai multe grupări angrenate în acțiuni antifasciste. Într-una din seri, după ce venise dintr-o misiune, Bucur primește de la nea Manole (Vasile Nițulescu) sarcina de a livra un pistol unui agent cheie care se va identifica cu o parolă. Curierul găsește însă în apropierea locului de întâlnire o tânără confuză care îi spune jumătate din parolă. Ea se recomandă „Magellan” (Mihaela Marinescu) și spune că lucrează în atelierul unui profesor simpatizant comunist. Surprins de această coincidență stranie, Bucur aduce fata la el acasă și o îngrijește, dar fata dispare a doua zi dimineață.
Anunțându-și persoana de legătură, muziciana „Matei” (Cornelia Gheorghiu), de această întâmplare, curierul află că fata întâlnită nu era agentul cu care urma să se întâlnească în seara precedentă. Bucur este nevoit să-și schimbe locuința și să se mute într-o magazie din subsolul unui cinematograf. Îndrăgostit însă de fata întâlnită, el se duce să o caute în atelierul profesorului (Radu Beligan); profesorul era simpatizant comunist și realiza ilustrații pentru o carte despre Magellan, având intenția să ridice poporul prin cultivarea gustului pentru frumos. Bucur găsește acolo fata căutată, dar aceasta se face că nu-l cunoaște. Tânărul se duce la noua sa locuință, dar este urmărit de „Magellan care-i spune că voia să-i mulțumească pentru că a ajutat-o în seara trecută.
Din cauza faptului că ilegalistul Beno a fost arestat, fata este considerată suspectă deoarece avea relații cu comisarul Zvorișteanu (George Motoi) de la Siguranța Statului. Bucur o tratează și el cu suspiciune, crezând inițial că avea un amestec în arestarea tovarășului său. Tânăra îi spune că îl iubește și se mută în cămăruța lui, nemaiducându-se la atelierul profesorului. Cei doi au o frumoasă relație de dragoste, dar Bucur îi reproșează fetei superficialitatea de care dădea dovadă. El încearcă să o convingă să-și ia un serviciu și îi ține predici despre necesitatea schimbării lumii în care trăiesc.
Între timp, activistul arestat este condamnat la moarte și urmează a fi executat. O grupare comunistă înarmată urma să atace duba poliției și să-l elibereze pe cel condamnat, iar Bucur primește sarcina de a asigura fuga în liniște a celor implicați în acea acțiune. Acțiunea comuniștilor reușește, dar în schimbul de focuri este ucis un agent al poliției, iar un ilegalist este grav rănit. Agenții Siguranței îl supun unui interogatoriu pe ilegalistul arestat și află de la el numele și adresele participanților la acțiune. Bucur încearcă să o alunge pe „Magellan”, temându-se să nu aibă de suferit dacă el va fi arestat. Fata refuză să-l părăsească și îi spune că toate rudele ei au murit, iar profesorul este tutorele ei.
Activiștii implicați în acțiune sunt pe rând arestați, dar Bucur reușește să scape. Urmărit însă de agenții Siguranței, el îi plasează pistolul lui „Magellan” și dispare în mulțime. Fata este arestată mai târziu pe când se dusese să-și caute iubitul la tipografia la care lucra acesta. Comisarul dispune eliberarea ei și o roagă să-l anunțe dacă Bucur revine acasă, promițând că va încerca să-l ajute. În același timp, Bucur pleacă și el în căutarea fetei, temându-se că ea va avea de suferit dacă i se va găsi pistolul în poșetă. „Magellan” se întoarce în cămăruța lui Bucur pentru a-l aștepta, dar este urmărită de agenți și intră în sala cinematografului. Acolo este observată de Bucur, care-i strigă să fugă. „Magellan” vede însă că Zvorișteanu se pregătește să tragă asupra ilegalistului și atunci scoate pistolul din poșetă și-l împușcă pe comisar. Ea este prinsă de agenții Siguranței și arestată.
La finalul filmului, Bucur se întâlnește în parc cu „Matei”, iar aceasta îi spune că fata a fost condamnată la moarte și executată. Tânărul curier îi spune că nu știe nici măcar cum o chema pe fată și pleacă trist, în timp ce se aude vocea din off a lui „Matei” făcând următorul comentariu: „Acum nu te poate mângâia nimic. E prea mult întuneric, prea multă cruzime în jurul nostru, o imensă și brutală nedreptate. Împotriva lor ai ales, am ales, lupta, singurul drum. Ce pot să-ți spun? Și eu, și noi, îl iubeam pe Magellan, de durere și speranță”.

## Distribuție
- Vladimir Găitan — Bucur, muncitor la Tipografia Marvan, tânăr ilegalist comunist
- Mihaela Marinescu — „Magellan”, o fată misterioasă care se îndrăgostește de Bucur
- Cornelia Gheorghiu — „Matei”, muziciană, activistă comunistă, agenta de legătură a lui Bucur
- George Motoi — „Amicul”, comisarul Zvorișteanu de la Siguranța Statului
- Radu Beligan — profesorul, simpatizant comunist
- Vasile Nițulescu — nea Manole, activist comunist
- Paul Nadolschi — agent al Siguranței (menționat Paul Nadolsky)
- Constantin Vîrtejan — agent al Siguranței (menționat Constantantin Vîrtejan)
- Silvia Surdu

## Producție
Scenariul filmului a fost scris de Cristiana Nicolae după romanul A înțelege sau nu: vieți paralele în toamna lui '44 (1965) al prozatorului și jurnalistului Radu Cosașu (pe genericul filmul s-a scris că scenariul a fost realizat după ideea lui Radu Cosașu). Filmul intitulat Întoarcerea lui Magellan a fost regizat de tânăra Cristiana Nicolae, care a debutat astfel în cinematografie.
Filmul a intrat în faza de producție în ianuarie 1973. Filmările au început la 3 mai 1973 și au fost finalizate în vara aceluiași an. Filmul a fost realizat în studiourile Centrului de Producție Cinematografică București. Versurile recitate în film provin din volumul 50 de poeme al Anei Blandiana.
Imaginile au fost filmate de operatorul Dinu Tănase, care colaborase până atunci la imaginea filmelor Prea mic pentru un război atât de mare (regizat de Radu Gabrea) și Frații de Mircea Moldovan și Gică Gheorghe și al serialului TV Urmărirea, în regia aceluiași Radu Gabrea. S-au folosit mai multe tipuri de peliculă, aceasta cauzând diferențe în ceea privește calitatea imaginii diferitelor secvențe.
Decorurile au fost realizate de arhitectul Marcel Bogos și vizau aventurosul și spectaculosul, după cum observa profesoara Elena Saulea. Costumele erau realizate de Nelly Grigoriu-Merola. Muzica a fost compusă de Adrian Enescu, care debutase cu doar câteva luni mai înainte cu muzica filmului Șapte zile al lui Mircea Veroiu.
Numărul personajelor era destul de mic, iar rolurile principale au fost distribuite actorilor Vladimir Găitan, Mihaela Marinescu, Cornelia Gheorghiu, George Motoi, Radu Beligan și Vasile Nițulescu.
Copia standard a fost finalizată în decembrie 1973. Costurile de producție s-au ridicat la suma de 2.935.000 lei. Premiera filmului a avut loc la 11 februarie 1974.

## Recepție
Filmul Întoarcerea lui Magellan a fost vizionat de 1.636.340 de spectatori la cinematografele din România, după cum atestă o situație a numărului de spectatori înregistrat de filmele românești de la data premierei și până la data de 31.12.2007 alcătuită de Centrul Național al Cinematografiei.
Criticii de film au scris cronici apreciative la adresa acestui film, evidențiind subtilitatea exprimării ideilor de către cineastă. Astfel, Manuela Gheorghiu scria următoarele: „Filmul aduce în evocarea activităților ilegale ale Partidului Comunist Român și ale Uniunii Tineretului Comunist viziunea unei noi generații de cineaști, care știu să-și exprime crezurile politice în forme subtile. Îndrăzneț film de autor, de o sinceritate cuceritoare, el se impune prin sensibilitatea neliniștită cu îndrăgostiți obligați de conjunctura istorică să-și definească profilul politic înainte de a fi avut răgazul să-și găsească identitatea spirituală, să se maturizeze”. Deși scria că filmul „se vrea poetic, dar adesea ajunge să fie doar poetizant”, profesorul Florian Potra considera că Întoarcerea lui Magellan este „simpatic, în sensul originar al termenului, adică obține simpatia privitorului, are ceva atașant, are farmec”.
În lucrarea Istoria filmului românesc (1897-2000) (Ed. Fundației Culturale Române, București, 2000), criticul Călin Căliman scria că Întoarcerea lui Magellan este cel mai valoros film al Cristianei Nicolae, un «film de autor» și un debut promițător. Filmul Cristianei Nicolae relata „o poveste de dragoste imposibilă din anii celui de-al doilea război mondial, ca aceea din «Duminică la ora 6», scrisă de regizoare după o idee de Radu Cosașu. Subiectul propriu-zis (chiar dacă titlul filmului sugerează o călătorie din perioada marilor descoperiri geografice) este tributar timpului - în film este vorba despre un «love story» între un tânăr ilegalist și o fată întâlnită întâmplător pe stradă -, dar filmul nu prin «miezul» său politic rămâne, ci prin însușirile sale cinematografice, datorate - în mare măsură - și operatorului Dinu Tănase [...]”.
Criticul Tudor Caranfil a dat filmului două stele din cinci și a făcut următorul comentariu: „«Ilegalistul» Bucur salvează de agresiunea unei bande de bețivani o fată ciudată care își spune Magellan – numele celui neîntors din marea expediție. Fata, care dispare mereu fără explicații, ar putea fi o capcană întinsă de Siguranță sau un joc al întâmplării. Acostați de agenți într-un cinematograf, Magellan trage în ei, în timp ce Bucur fuge... Principalul merit al regiei e transfigurarea împrejurărilor impuse de convenție într-o vibrantă poveste de dragoste despre întâlnirea, în fața ecranului, a două suflete-surori. Totuși prea multe secvențe cad victime unei poetizări livrești.”
Jurnalistul Cristian Tudor Popescu, doctor în cinematografie și profesor asociat la UNATC, îl considera un film cu caracter politic și propagandistic al epocii comuniste,, care descrie lupta comuniștilor în ilegalitate și în perioada cuceririi puterii.

## Premii
Regizoarea Cristiana Nicolae a primit în anul 1974 Premiul Opera Prima al Asociației Cineaștilor din România (ACIN) pentru filmul Întoarcerea lui Magellan. De asemenea, arhitectul Marcel Bogos a obținut Premiul pentru scenografie al ACIN pentru decorurile de la filmele Întoarcerea lui Magellan și Un comisar acuză.